# Særtryk
Forfatteren til en (videnskabelig) afhandling der offentliggøres i et tidsskrift eller som bidrag til en bog med flere forfattere – fx antologier og festskrifter – modtager i reglen fra udgiver eller forlægger et fastlagt antal (20 eller 50) særtryk af sin afhandling, dvs. at de pågældende sider leveres separat, oftest i et omslag som oplyser, hvor afhandlingen stammer fra. Forfatteren får herved mulighed for at sende den til kolleger og andre interesserede, som måske ellers ikke ville få den i hænde. Selv om muligheden for fotokopiering har gjort det lettere at skaffe sig en enkelt afhandling, er fremstilling af særtryk fortsat udbredt.